# Дом К. П. Полушкина
Дом К. П. Полушкина — памятник архитектуры в историческом центре Нижнего Новгорода. Построен в 1911 году. Автор проекта не установлен.
Представляет собой интересный пример жилого дома, выполненного в уникальном для Нижнего Новгорода стиле «деревянный модерн». Находится под угрозой исчезновения (уже утрачены высокохудожественные террасы с точёными балясинами и резными перекрытиями).

## История
Дом расположен на обширном усадебном участке на пересечении улиц Грузинской и Алексеевской, некогда принадлежавшем К. П. Полушкину. Куприян Павлович Полушкин — нижегородский купец, в начале XX века владел доходным домом с торговыми помещениями на центральной улице Нижнего Новгорода, Большой Покровской, рядом со зданием Городского театра — торговый дом товарищества «Полушкин Куприян Павлович и Ершов Николай Михайлович» (современный адрес — ул. Большая Покровская, 11). В 1911 году на его участке был построен деревянный дом в Грузинском переулке, в модном тогда стиле модерн. Автор проекта не установлен.
К началу XX века на территории домовладения было множество построек, которые в настоящее время утрачены. Примыкавший слева старинный деревянный дом классицистической архитектуры (№ 32) был снесён под размещение автостоянки.

## Архитектура

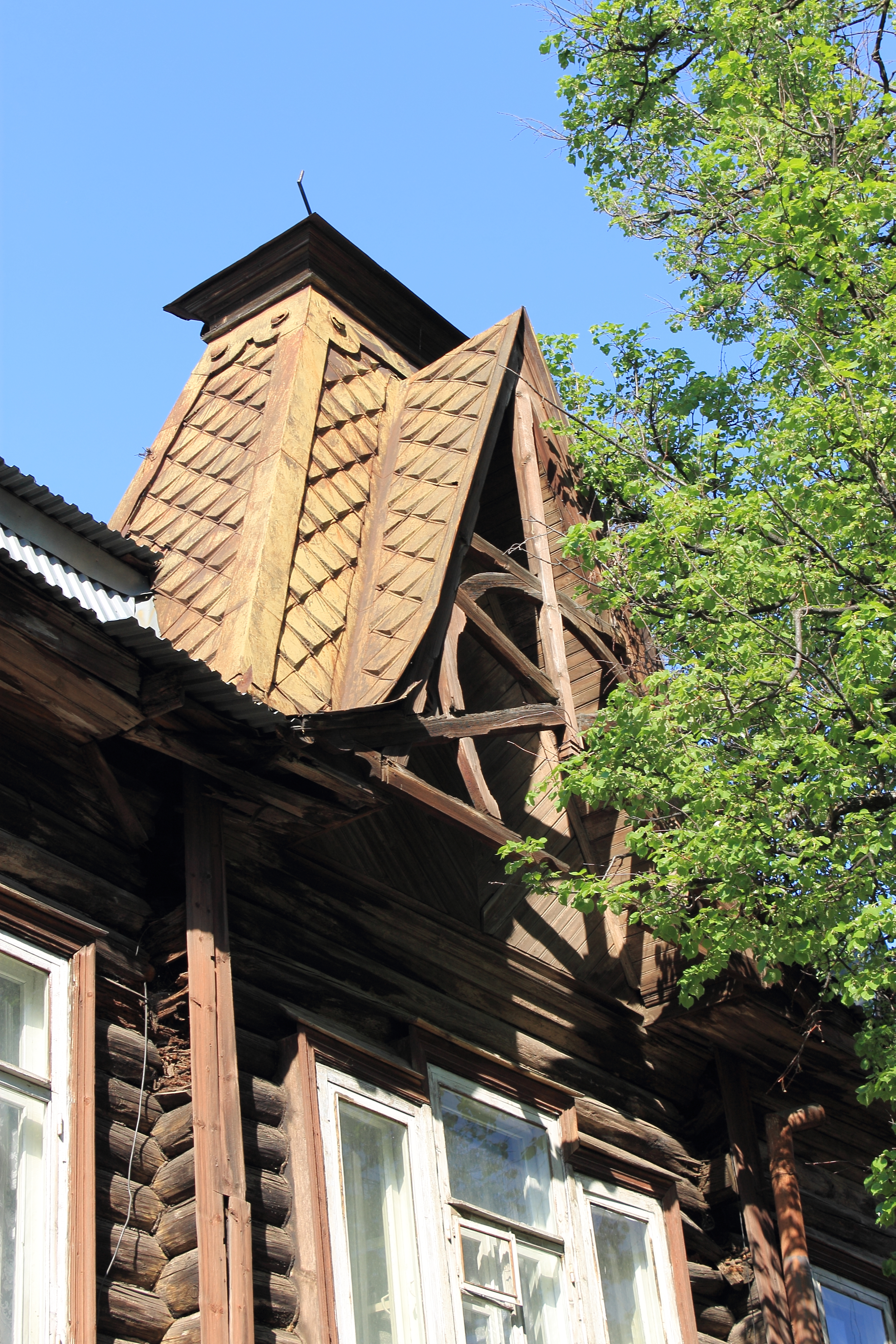
Сохранившийся шатёр с изначальным железным покрытием.

Дом деревянный, в стиле модерн. По проекту фасад здания должен был быть обшит досками (фриз под карнизом, полоса над окнами и под окнами первого этажа — вертикально, простенки между окнами — горизонтально); выпуски брёвен несущих перпендикулярных стен — досками-пилястрами, с вертикальными прямоугольными заглублениями. Однако обшивка дома, как предусматривалось проектом, не была выполнена. Под окнами второго этажа, в прямоугольных горизонтальных нишах должен был быть размещён накладной деревянный орнамент в виде дугообразных элементов, концы которых заканчивались завитками в виде волют. Над тройным окном второго этажа — декор в виде завитков волют. Декоративный орнамент до настоящего времени не сохранился.
Утрачен металлический ажурный гребень над шатром крыши. По проекту верхние сектора деревянного кольца под треугольным фронтоном шатра заполнялись прозрачным рисунком в виде малых колец с крестом в центре. Частично сохранились деревянные дуги, обрамляющие углы открытых террас. Изящные точёные балясины в ограждении террас в начале XXI века заменены грубой обшивкой досками. Частично сохранились точёные фигурные балясины в ограждении парадной лестницы.